# سانت جورج (برمودا)
سانت جورج (سابقاُ مدينة القديس جورج)، مدينة تقع في جزيرة سانت جورج في برمودا، استوطن فيها السكان أول مرة عام 1612، حيث تعتبر أول مستوطنة إنجليزية دائمة في جزر برمودا. غالباً ما توصف بأنها ثالث أنجح مستوطنة في الأمريكيتين بعد سانت جونز وجيمستاون.
على الرغم من أن الصيادين الإنجليز بدأوا بإقامة مخيمات موسمية في نيوفاوندلاند في القرن السادس عشر، إلا أنهم كانوا ممنوعين من إنشاء مستوطنات دائمة، لم تؤسس مدينة سانت جونز حتى العالم 1620 تقريباً. كما لم تؤسس جيمستاون حتى عام 1607. قبل ذلك، كان المستوطنون يضطرون للعيش في حصن جيمس. ادعى القديس جورج أنها أقدم مدينة إنجليزية مأهولة في العالم الجديد.

## معرض الصور

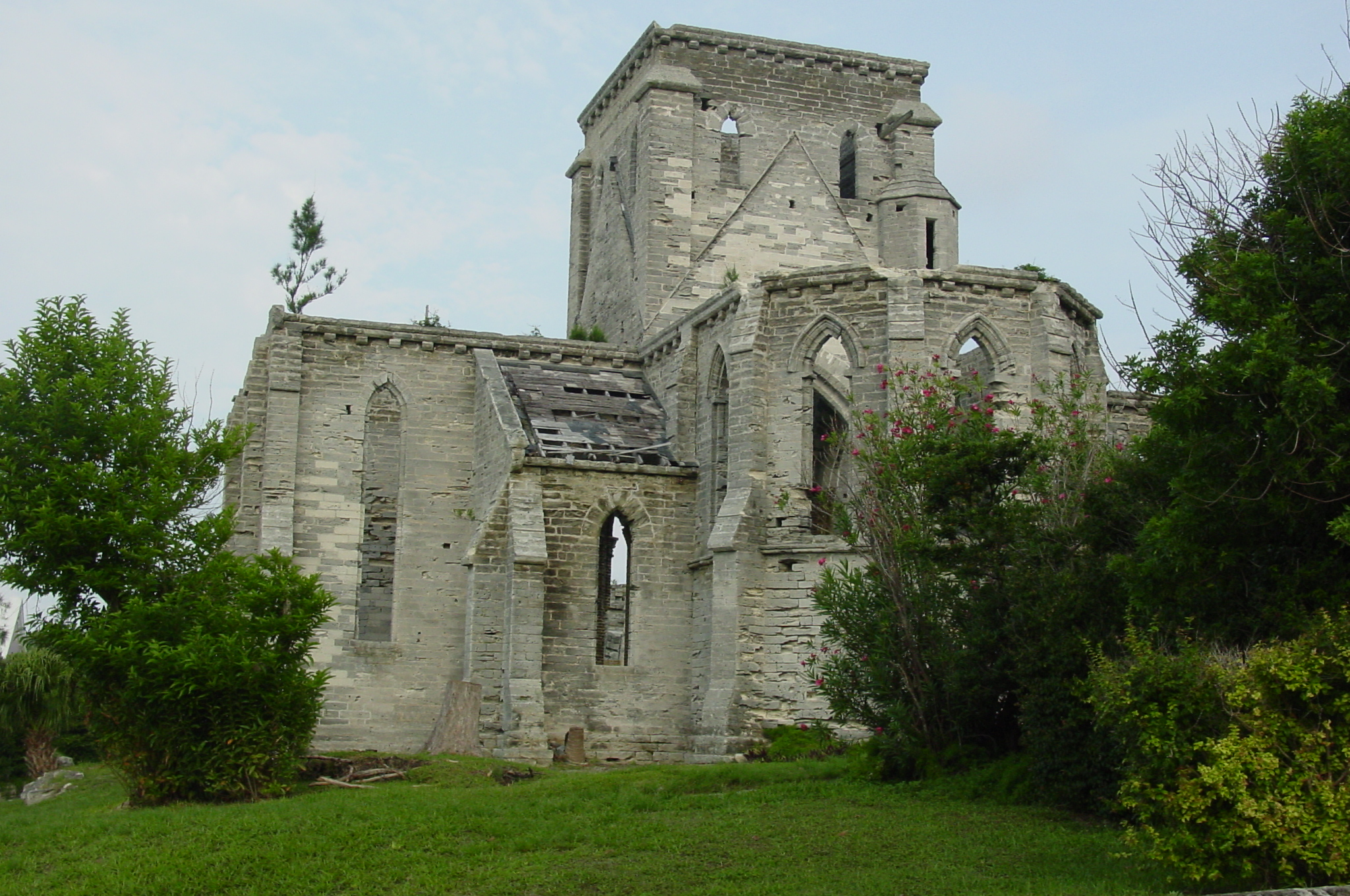
الكنيسة غير المكتملة
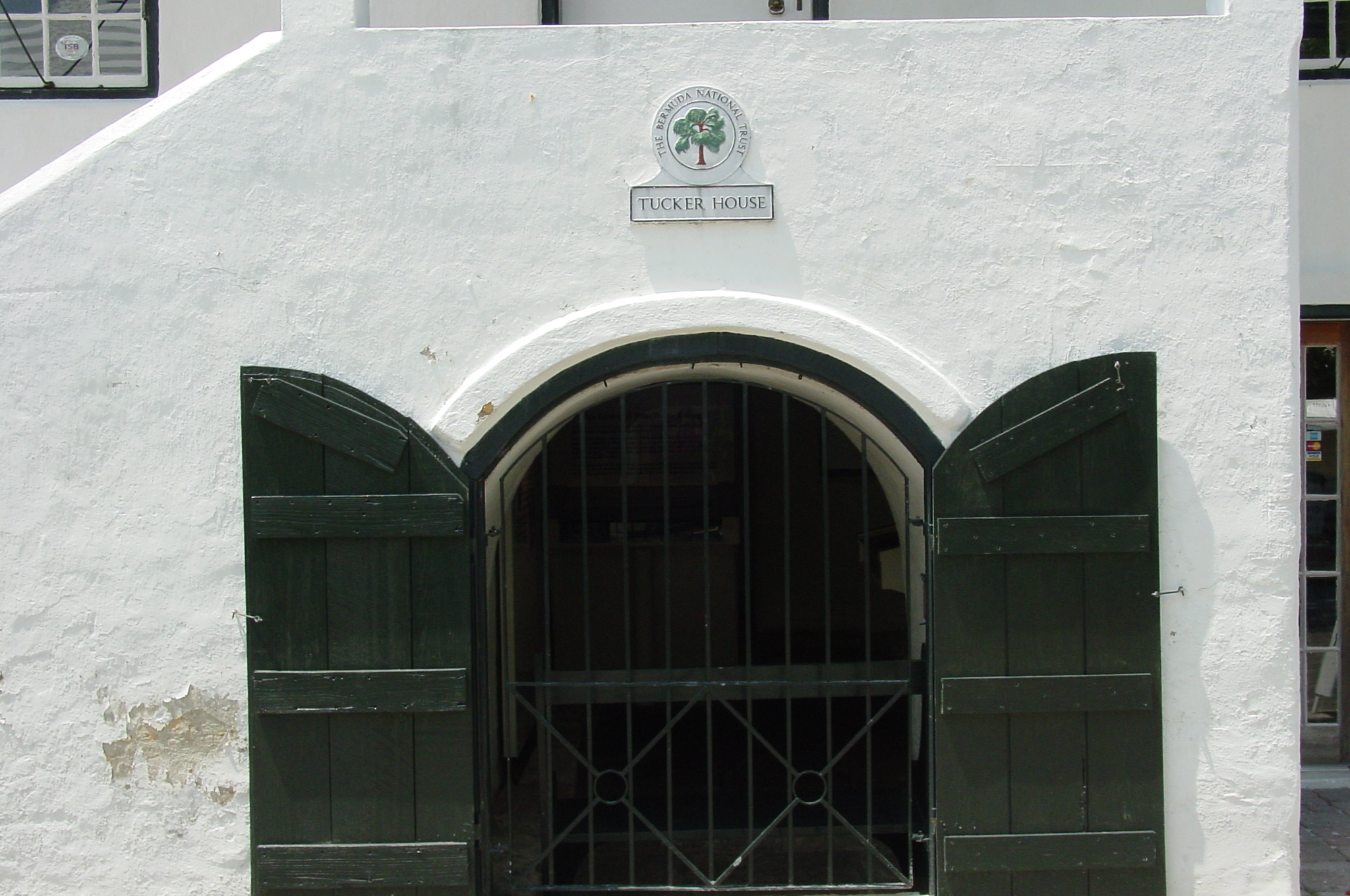
Entrance to The Tucker House
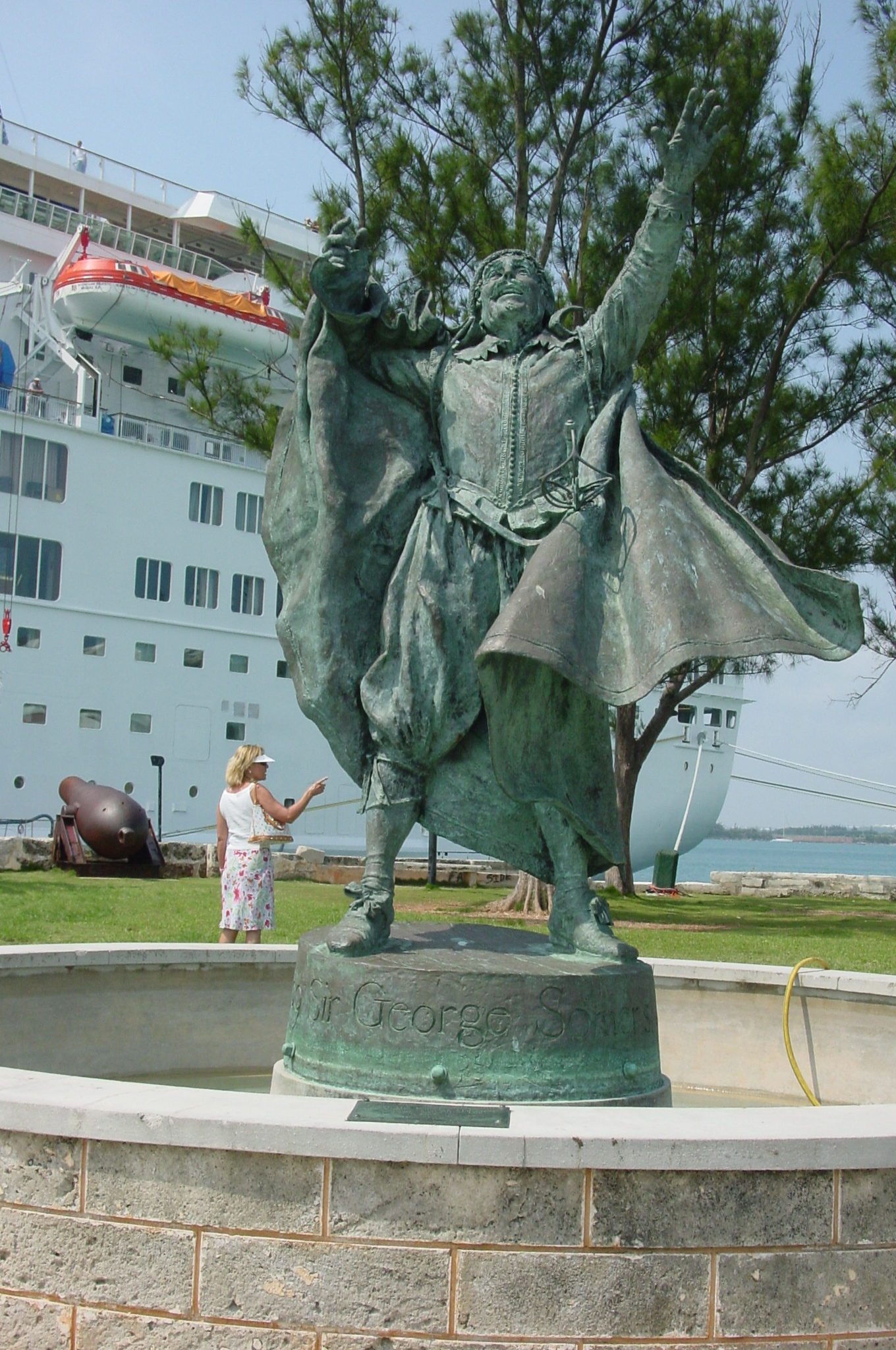
تمثال جورج سومرز
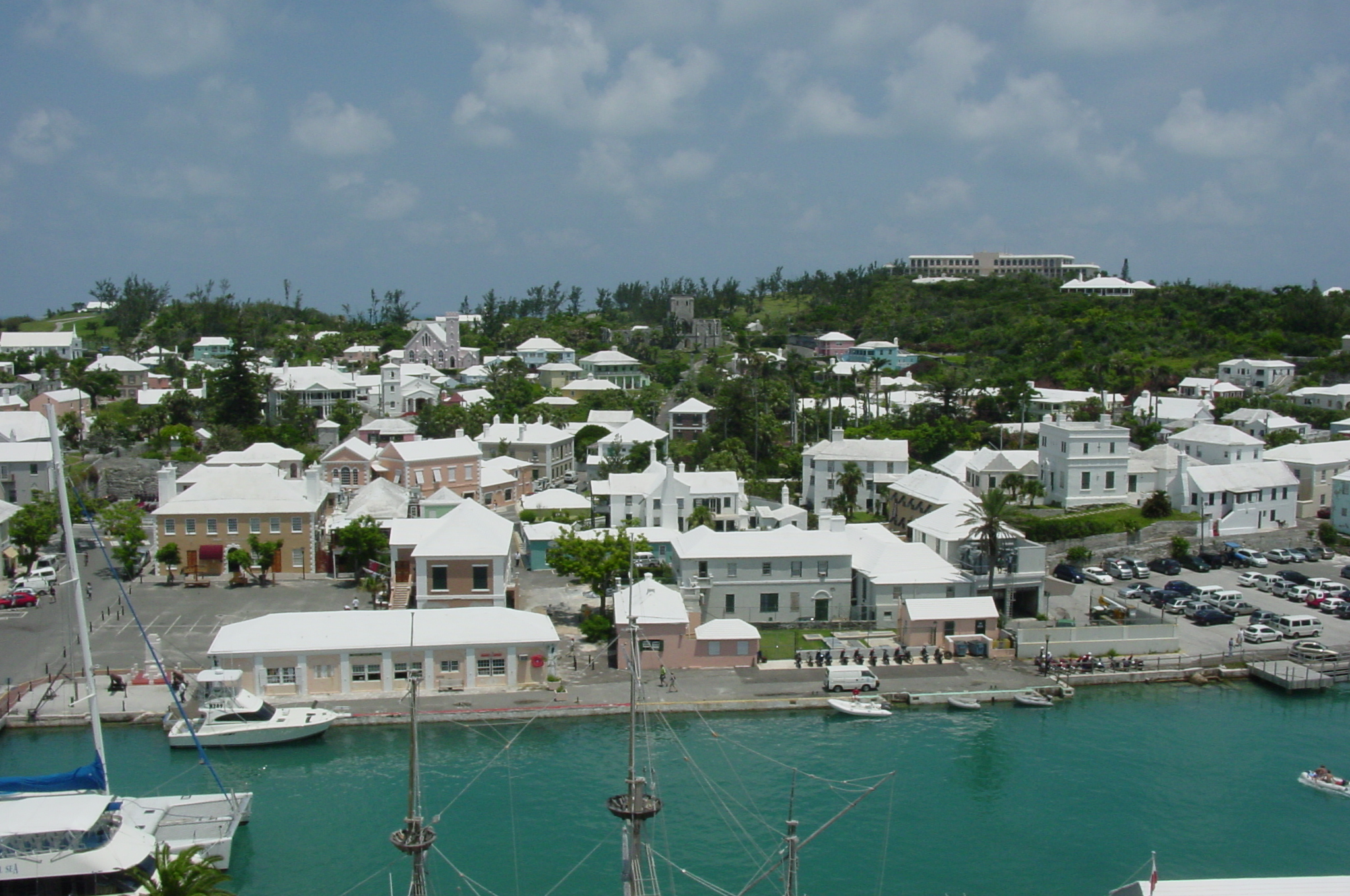
منظر من الميناء
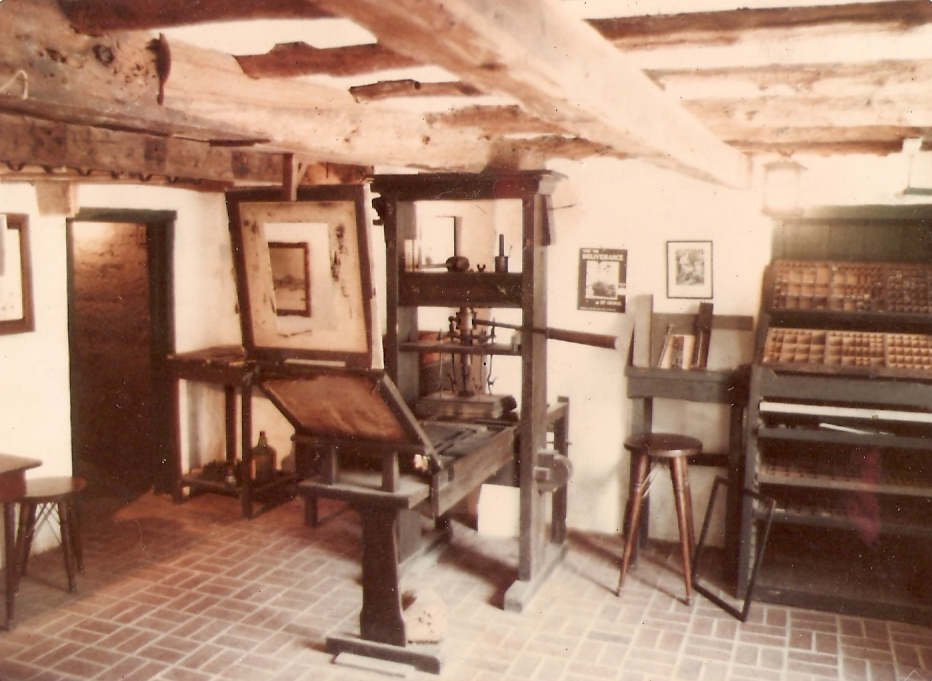
زقاق المتحف

## أعلام
- جون هاميلتون غراي
- باربارا بال